# Dictionnaire Murena
 (janvier 2018).
Le Dictionnaire Murena est un hors-série de la série de bande dessinée Murena. Rédigé par Claude Aziza avec le concours de Jean Dufaux et de Philippe Delaby, ce tome de 136 pages, abondamment illustré, présente les personnages et évènements du récit principal. Il est publié en novembre 2017 par l'éditeur Dargaud. 

## Approche historiographique
Ce volume s'inscrit dans la création de la série Murena, dont les auteurs se sont abondamment documentés sur la Rome antique à l'époque de Néron. En novembre-décembre 2009, la revue mensuelle L'Histoire a publié un hors-série Rome au temps de Néron - Spécial Murena. Dans la partie « Le vrai et le faux dans Murena », Jean Dufaux et Claude Aziza proposent une lecture critique des faits exacts et fictifs mentionnés dans la série. 

## Description
Le dictionnaire Murena est organisé par ordre alphabétique. Il propose une analyse des personnages, lieux et thèmes de la série : réalité historique au regard des sources contemporaines, représentation dans les arts, clins d'œil des auteurs. Le livre présente des esquisses de Philippe Delaby ainsi que des illustrations centrées autour de la série mais ne figurant pas dans les albums. La première entrée propose un portrait d'Acté, favorite de Néron puis amante du héros éponyme Lucius Murena. La dernière entrée porte sur un vêtement féminin appelé zona. En annexe se trouve une documentation : chronologie du règne de Néron, cartes, bibliographie, filmographie. 
Les auteurs de la série principale évoquent leurs sources d'inspiration : les romans d'Alexandre Dumas ; des œuvres de peinture comme La naissance de Vénus (Botticelli) ; le roman Quo vadis ? de Henryk Sienkiewicz, ainsi que son adaptation en film par Mervyn LeRoy en 1951 ; des scènes du péplum Ben Hur de William Wyler et du Spartacus de Stanley Kubrick, qui lui-même émane du roman d'Howard Fast… Le lecteur apprend par exemple que Balba emprunte ses traits à l'acteur Woody Strode, le Besogneux présente des similarités avec le traître du film 300 et Agrippine s'inspire des actrices Carole Bouquet et Sofia Loren. 
Claude Aziza confronte aussi la série aux sources historiques contemporaines. Burrhus était en réalité amputé de la main droite et aucune référence contemporaine ne fait allusion à une aventure avec Agrippine. Dans les dialogues, certaines locutions latines ne correspondent pas aux usages en vigueur à l'époque. Lollia Paulina n'avait pas d'enfant et le rôle de Flavius Josèphe est très improbable au regard des documents. 

## Publications en français